# Moore Islands
Moore Islands är öar i Kanada.   De ligger i Regional District of Kitimat-Stikine och provinsen British Columbia, i den sydvästra delen av landet, 3 900 km väster om huvudstaden Ottawa. Arean är 4,5 kvadratkilometer.
Terrängen på Moore Islands är mycket platt. Öns högsta punkt är 39 meter över havet. Den sträcker sig 5,5 kilometer i nord-sydlig riktning, och 1,8 kilometer i öst-västlig riktning.